# Velarifictorus shillongensis
Velarifictorus shillongensis är en insektsart som beskrevs av Vasanth 1993. Velarifictorus shillongensis ingår i släktet Velarifictorus och familjen syrsor. Inga underarter finns listade i Catalogue of Life.